# Nederlandsch Nationaal Bureau voor Anthropologie
Het Nederlandsch Nationaal Bureau voor Anthropologie (1922-1949) was een vereniging die zich ten doel stelde het onderwijs en onderzoek in de antropologie te bevorderen.

## Geschiedenis

### Oprichting
In september 1920 vond in Parijs de oprichtingsvergadering plaats van het Institut International d' Anthropologie. Doel van dit instituut was het onderwijs en onderzoek in de antropologie te bevorderen en hierover aanbevelingen te sturen aan de regeringen van de landen die deelnamen en hun vertegenwoordigers naar de vergadering hadden gestuurd. Op aanraden van de rector van de Universiteit van Amsterdam woonde J.P. Kleiweg de Zwaan als enige Nederlander de vergadering bij. Een van de uitkomsten van deze bijeenkomst was dat in elk van de deelnemende landen een nationaal bureau voor antropologie zou moeten komen; in Parijs bleef het centrale en overkoepelende hoofdkantoor.
Kleiweg de Zwaan rapporteerde hierover in het Tijdschrift van het Koninklijk Nederlands Aardrijkskundig Genootschap (KNAG) en riep op lid te worden van de Nederlandse vereniging die in 1922 werd opgericht. Het Nederlandsch Nationaal Bureau voor Anthropologie (NNBA) had het oogmerk eene zo ruim mogelijke bevordering der bestudeering van en het onderricht in de anthropologische wetenschappen, in samenwerking met het Institut International d'Anthropologie. Kleiweg de Zwaan werd voorzitter.

### Secties
De antropologie was een brede discipline en zoals in Parijs werd het Nederlandse bureau opgedeeld in secties, elk met haar eigen voorzitter. Samen vormden de voorzitters het bestuur.
De secties waren:
- Fysische antropologie en antropogeografie (vz. A.J.P. van den Broek)
- Etnologie en etnografie (vz. J.C. van Eerde)
- Folklore (vz. D. van der Ven)
- Erfelijkheidsleer en Eugenetica (vz. J. Boeke)
- Sociologie en criminologie (vz. F.S. Mijers)
- Prehistorie en archeologie (vz. N.J. Krom]

### Eerste jaren
In 1924 trad Boeke af en werden de erfelijkheidsleer, eugenetica, sociologie en criminologie samengevoegd tot één sectie onder voorzitterschap van S.R. Steinmetz.
In 1925 verscheen het eerste nummer van het tijdschrift Mensch en Maatschappij, met op de titelpagina de vermelding 'Tevens orgaan van het Nederlands Nationaal Bureau voor Anthropologie'. In de redactie van het blad had een aantal bestuursleden van het NNBA zitting, waaronder Kleiweg de Zwaan. Tot 1943 verschenen ook de jaarverslagen van de vereniging in dit blad.
Het Parijse moederinstituut organiseerde internationale congressen. In 1924 was er een gehouden in Praag, in 1927 was Amsterdam aan de beurt. De drijvende kracht achter het Amsterdamse congres was Kleiweg de Zwaan. Het aantal deelnemers bedroeg 171, waarvan 136 buitenlanders (waaronder enkele Amerikanen en Japanners). De meeste inschrijvers bleken geïnteresseerd in de lezingencycli van de secties fysische antropologie en archeologie; voor de sociologie en folklore was veel minder animo (met 12, resp. 9 deelnemers). Steinmetz schreef na afloop een brief aan de collega's in Parijs dat de onevenwichtige belangstelling voor de voordrachten van de secties het gevolg was van het overwicht van fysische antropologen in het bestuur. Wellicht had hij gelijk, want ook bij de binnenlandse activiteiten van het NNBA - cursussen, lezingen en excursies - bleek de nadruk vooral te liggen op de fysische antropologie en de prehistorie.

### Tweede Wereldoorlog
Gedurende de oorlogsjaren vonden bestuurswisselingen plaats doordat een aantal oudgedienden terugtrad of overleed. De fysisch antropoloog H.J.T. Bijlmer trad toe en de overleden Van Eerde werd vervangen door de etnoloog H.Th. Fischer. Volkenkundige en koloniale onderwerpen kregen nu de overhand op de symposia. Sprekers uit deze periode waren onder meer de etnomusicoloog Jaap Kunst, de etnoloog C.C.F.M. Le Roux, pater H. Geurtjens msc die lange tijd missionaris was geweest in de Molukken en Nieuw-Guinea, en natuurlijk ook Bijlmer, Fischer en Kleiweg de Zwaan. De aangeboden lezingen van de met de Duitse bezetter collaborerende germanist Jan de Vries werden in 1941-1942 door de vereniging geweigerd.

### Na de oorlog
Het NNBA onderging na de oorlog drastische veranderingen. Van de Ven, sinds de oprichting van het NNBA voorzitter van de sectie Folkore, werd verzocht uit het bestuur te treden vanwege zijn dubieuze houding gedurende de bezettingsjaren. Zijn sectie werd daarna opgeheven.
Kleiweg de Zwaan was in 1943 al als voorzitter afgetreden. Hij was opgevolgd door de neuroloog en hersenonderzoeker C.U. Ariëns Kappers en deze weer in 1947 door Paul Julien, de derde en tevens laatste voorzitter van de vereniging, die in 1949 fuseerde met de Nederlandsche Anthropologische Vereeniging, die al was opgericht in 1898. De nieuwe naam van de gefuseerde verenigingen werd Nederlands Genootschap voor Anthropologie. 
De beroepsvereniging bestaat nog steeds en draagt nu de naam Vereniging voor Culturele Antropologie en Sociologie van de Niet-Westerse samenlevingen. In 1998 vierde zij haar honderdjarige jubileum met de gelegenheidstentoonstelling 'Antropologica' in het Tropenmuseum in Amsterdam.